# Лаготис
Лаго́тис (лат. Lagótis) — арктоальпийский род травянистых двудольных растений семейства Подорожниковые (Plantaginaceae), распространённый горах Азии, на Урале и в Арктике.

## Название
Латинское родовое название и его русская транслитерация происходят др.-греч. λαγός — заяц и др.-греч. οὖς (в род. п. ὠτός) — ухо; по сходству двураздельной чашечки цветка с ушами зайца.

## Ботаническое описание
Многолетние травянистые голые растения-полупаразиты. Корневище косо восходящее или почти горизонтальное. Стебли од одного до нескольких, приподнимающиеся или прямые, или вовсе отсутствуют, не ветвящиеся. 
Листья цельные, очерёдные или почти супротивные, зубчатые по краю или цельнокрайные, большей частью базальные, стеблевые листья всегда много мельче.
Цветки обоеполые, неправильные, сидят в пазухах плёнчатых или травянистых прицветников, собраны в конечное, колосовидное, плотное соцветие. Чашечка остающаяся, спайнолепестная, трубчатая или в виде чехла, плёнчатая, 3—5-зубчатая или 3—5-раздельная, иногда на передней стороне расколотая до основания, а на противоположной на верхушке с двумя-тремя зубцами.
Венчик синеватый или беловатый, спайнолепестный, с трубкой, иногда продольно расколотой, и с 3—4 (5) лопастями, иногда неправильно двугубый; верхняя губа плоская, часто загнута назад, цельная или н а верхушке выемчатая или же неглубоко двулопастная; нижняя губа до основания рассечена на две-три отклоненные книзу лопасти. Две тычинки с пыльниками, сидящими в зеве венчика у краёв верхней губы или на более-менее длинных нитях, в нижней части сросшимися с краями губы. Пестик различной длины нитевидным столбиком с головчатым, по краям выемчатым рыльцем.
Плод — продолговатая, костянковидная, двусеменная дробная коробочка (одно семя обыкновенно недоразвито). Семя цилиндрическое.

## Распространение
Тибетское нагорье, Гималаи, Памир, горы Центральной Азии, а также арктоальпийские области Азии (на северо-западе Монголии, севере Японии, в России) и на северо-западе Северной Америки (Аляска, Юкон).
Выделяются два центра видоразнообразия рода Lagotis: первичный — Тибетское нагорье (15 эндемичных видов) и вторичный — горы Центральной Азии (8 эндемичных видов). Многие лаготисы являются узкоареальными эндемиками, но есть и несколько широко распространенных видов.

## Классификация
На основании морфологических особенностей, были предложены несколько внутриродовых классификаций. В 1881 году К. И. Максимович выделил две секции:  sect. Caulescentes Maxim. и  sect. Acaules Maxim., и к такому же подразделению рода в зависимости от наличия или отсутствия надземного стебля прибегали Н. В. Викулова (1955) и Такаши Ямазаки (1971). В 1979 году Ханби Янг подразделил род Lagotis на  sect. Schizocalyx Tsoong и  sect. Lagotis в зависимости от раздельности чашечки и морфологии стебля. Классификация Янга была модифицирована в 1992 году китайским ботаником Лу, который также выделил две секции: sect. Acaules и  sect. Lagotis, с дальнейшим подразделением последней на три серии:  ser. Pharicae X.F.Lu,  ser. Ramalanae X.F.Lu и  ser. Lagotis. Классификация Лу поддерживается молекулярно-филогенетическими исследованиями.

### Виды
Род включает 31 вид:
- Lagotis alutacea W.W.Sm.
- Lagotis angustibracteata P.C.Tsoong & H.P.Yang
- Lagotis blatteri O.E.Schulz
- Lagotis brachystachya Maxim.
- Lagotis brevituba Maxim.
- Lagotis cashmeriana (Royle ex Benth.) Rupr.
- Lagotis chumbica R.R.Mill
- Lagotis clarkei Hook.f.
- Lagotis crassifolia Prain
- Lagotis decumbens Rupr. — Лаготис лежачий
- Lagotis glauca Gaertn. typus — Лаготис сизый
- Lagotis globosa Hook.f.
- Lagotis humilis P.C.Tsoong & H.P.Yang
- Lagotis ikonnikovii Schischk. — Лаготис Иконникова
- Lagotis integra W.W.Sm.
- Lagotis integrifolia (Willd.) Schischk. — Лаготис цельнолистный
- Lagotis kongboensis T.Yamaz.
- Lagotis korolkowii (Regel & Schmalh.) Maxim. — Лаготис Королькова
- Lagotis kunawurensis (Royle ex Benth.) Rupr.
- Lagotis macrosiphon P.C.Tsoong & H.P.Yang
- Lagotis nepalensis T.Yamaz.
- Lagotis pharica Prain
- Lagotis praecox W.W.Sm.
- Lagotis ramalana Batalin
- Lagotis stolonifera (K.Koch) Maxim. — Лаготис побегоносный
- Lagotis takedana Miyabe & Tatew.
- Lagotis uralensis Schischk. — Лаготис уральский
- Lagotis wardii W.W.Sm.
- Lagotis yesoensis (Miyabe & Tatew.) Tatew. ex Ohwi
- Lagotis yunnanensis W.W.Sm.